# Leitstruktur (Ökologie)
Eine Leitstruktur ist ein Landschafts-Strukturelement (z. B. Gehölzstreifen, Geländekante) oder eine technische Einrichtung (z. B. Zaun), an dem sich Wildtiere bei der Fortbewegung innerhalb ihres Habitats orientieren.

## Beispiel
- Bau einer Leitstruktur zum Schutze von Fischottern auf den Seiten der Deutschen Wildtierstiftung. Abgerufen am 24. April 2013